# Poliklonalna immunoglobulina królicza
Poliklonalna immunoglobulina królicza przeciw ludzkim tymocytom – selektywny czynnik immunosupresyjny działający na limfocyty T.

## Wskazania
Immunoglobulina królicza stosowana jest w transplantologii narządów miąższowych w zapobieganiu i leczeniu odrzucania przeszczepu jako jeden z leków wchodzących w skład schematu złożonego z kilku produktów immunosupresyjnych (razem z metyloprednizolonem, prednizolonem, azatiopryną, cyklosporyną A) w celu zahamowania mechanizmów odpornościowych ustroju po transplantacji narządów. Kolejnymi wskazaniami do stosowania jest zapobieganie wystąpieniu ostrej i przewlekłej choroby przeszczep przeciw gospodarzowi po przeszczepieniu macierzystych komórek krwiotwórczych u dorosłych oraz leczenie ostrej, sterydoopornej choroby przeszczep przeciw gospodarzowi (GvHD) i leczenie niedokrwistości aplastycznej. 

## Skuteczność
Stosowanie poliklonalnej immunoglobuliny króliczej przeciw ludzkim tymocytom lub limfocytom T zapewnia oprócz deplecji (hamowania) komórek T, aktywacje innych funkcji limfocytów związanych z działaniem immunosupresyjnym mechanizmów odpornościowych organizmu m.in. po transplantacji narządów i po przeszczepach komórek krwiotwórczych. Działanie na limfocyty B prawie nie występuje. Przed końcem drugiego miesiąca po przeszczepie odnawia się większość subpopulacji limfocytów o więcej niż 50% w porównaniu do wartości początkowej. Deplecja komórek CD4 jest długotrwała i utrzymuje się przez 6 miesięcy powodując odwrócenie współczynnika CD4/CD8.

## Mechanizm działania
Podstawowy mechanizm działania immunosupresyjnego poliklonalnej immunoglobuliny króliczej polega prawdopodobnie na deplecji limfocytów. Immunoglobulina rozpoznaje większość z komórek z antygenami CD2, CD3, CD4, CD8, CD11a, CD18, CD25, HLA DR i HLA klasy I biorących udział w kaskadzie aktywacji komórek T podczas odrzucania przeszczepu. Komórki T są eliminowane z krwiobiegu poprzez lizę zależną od dopełniacza i opsonizację zależną od fragmentu Fc przy udziale układu monocytów i fagocytów. In vitro w stężeniu 0,1 mg/ml immunoglobulina królicza aktywuje limfocyty T i stymuluje ich proliferację (w takim samym stopniu CD4+ i CD8+) z syntezą IL-2 i IFN-γ i ekspresją CD25. Początkowo to działanie mitogenne obejmuje szlak CD2. W wyższych stężeniach, immunoglobulina królicza hamuje odpowiedź proliferacyjną limfocytów na inne czynniki mitogenne z posttranskrypcyjną blokadą syntezy IFN-γ i CD25, ale nie zmniejszania wydzielania IL-2. W trakcie terapii immunosupresyjnej biorców narządów leczonych immunoglobuliną króliczą już od pierwszego dnia po zakończeniu leczenia może wystąpić głęboka limfopenia (określana, jako obniżenie liczby limfocytów o więcej niż 50% w porównaniu do wartości początkowej). Limfopenia może utrzymywać się przez całe leczenie i po jego zakończeniu. Średnio u około 40% pacjentów w ciągu 3 miesięcy liczba limfocytów wzrasta o ponad 50% w stosunku do wartości wyjściowych. Monitorowanie populacji limfocytów (CD2, CD3, CD4, CD8, CD14, CD19 i CD25) potwierdziło szerokie spektrum działania poliklonalnej immunoglobuliny króliczej wobec limfocytów T. Na początku leczenia monocyty nie ulegają tak znaczącej deplecji. Przez pierwsze dwa tygodnie leczenia wykazano znaczne obniżenie bezwzględnej liczby limfocytów z wyjątkiem limfocytów B i monocytów (ponad 85% dla CD2, CD3, CD4, CD8, CD25, CD56 i CD57).

## Działania niepożądane
Bardzo częste:
- limfopenia
- neutropenia
- małopłytkowość
- gorączka
- zakażenie (w tym reaktywacja zakażenia)

Częste:
- gorączka neutropeniczna
- biegunka
- dysfagia
- nudności
- wymioty
- dreszcze
- wzrost aktywności transaminaz
- posocznica
- ból mięśni
- nowotwory złośliwe
- chłoniaki (które mogą być wywołane przez wirusy)
- nowotwory złośliwe (guzy lite)
- duszność
- świąd
- wysypka
- hipotonia[4]